# Àngel
|  | Aquest article tracta sobre l'ésser mitològic. Vegeu-ne altres significats a «Ingilena». |

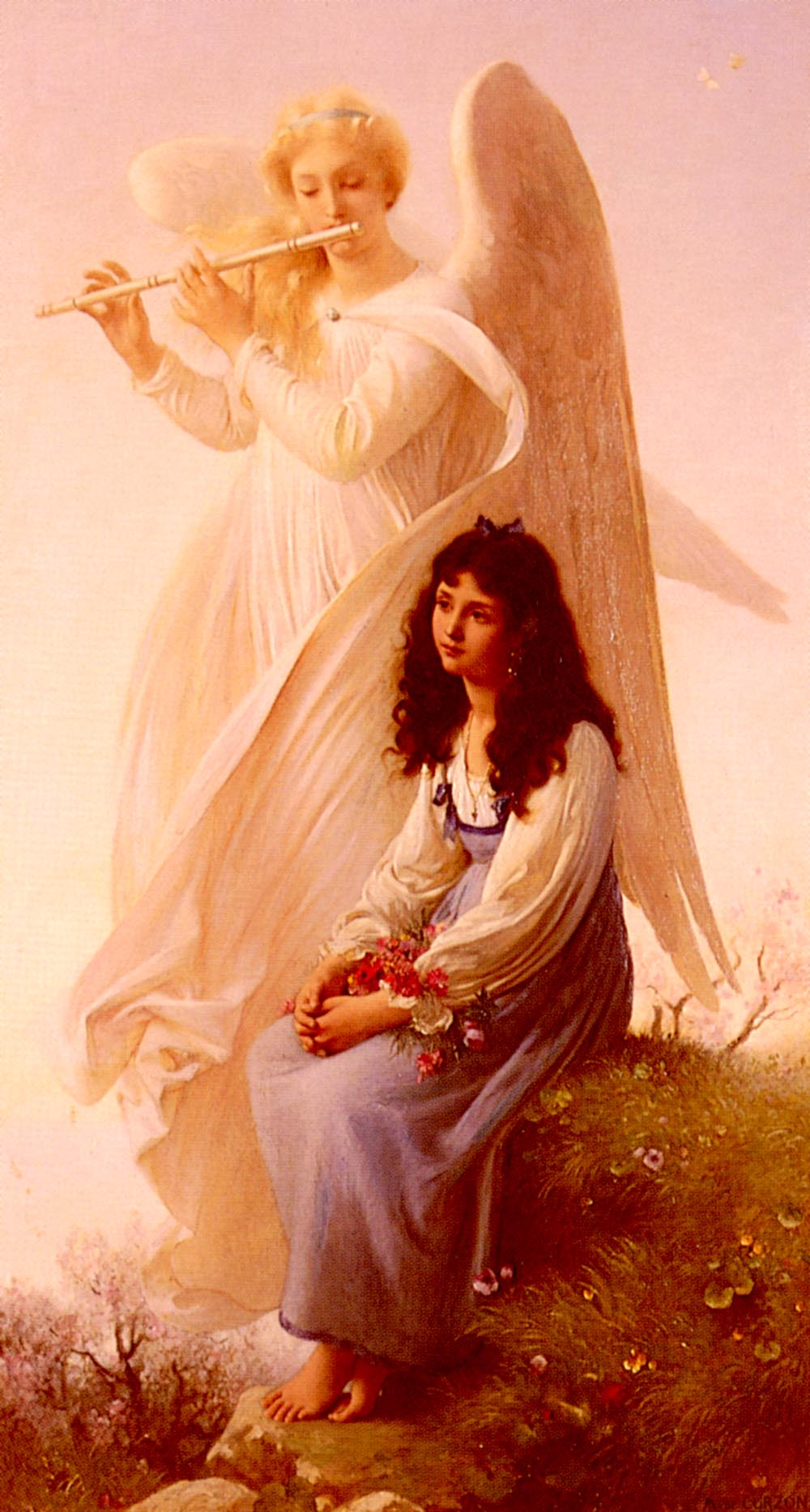
Noia amb àngel, pintat per Paul-Alfred de Curzon el

Un àngel és una presència divina que entra en contacte amb els humans. Segons de quina religió es tracti, els àngels són esperits, déus o encarnacions del creador. Per les tradicions transmeses per l'Antic Testament i el Nou Testament els àngels són missatgers de Déu, les funcions dels quals inclouen la protecció i el guiatge dels éssers humans, així com dur a terme certes tasques de Déu per a ajudar-lo. En l'art, els àngels són sovint representats amb ales, reflectint les descripcions de la Bíblia hebrea. L'estudi teològic dels àngels s'anomena angelologia.

## El mot
El mot prové del llatí angelus, llatinització del grec antic ἄγγελος (angelos), «missatger» i aquest, al seu torn, hel·lenització de l'hebreu מַלְאָךְ (malˀāχ) «missatger, herald» o de l'arameu מַלְאַךְ (malˀaχ) -amb sufix מַלְאֲכֵהּ (malˀăχēhū) ‘el seu àngel'- «missatger, herald; àngel».

## Fons
La creença en els àngels va aparèixer per primera vegada a la religió zoroastriana. El mite zoroastrià de la batalla còsmica entre Ahura Mazda "deïtat benèvola" i Angra Mainyu "deïtat hostil", amb els seus exèrcits d'àngels i dimonis, va influir profundament en l'angelologia i la demonologia de la les escriptures hebrees i apòcrifes, que, al seu torn, va influir posteriorment en el pensament jueu, cristià i islàmic. Com Ahura Mazda, el déu de l'Antic Testament, Yahveh, està envoltat per un exèrcit angelical. Ell és el "Senyor dels exèrcits" i els seus àngels guerrers lluiten contra les forces del mal dirigides per Satanàs, que gradualment assumeix característiques de l'arxidimoni, Angra Mainyu. El judaisme va adoptar la divisió zoroastriana de l'univers en tres regnes: el cel, la terra i l'infern. El cel
és la regió celeste habitada per Déu i els seus àngels; la terra, el món terrestre de l'home, La funció principal dels àngels és salvar la bretxa còsmica que separa Déu i l'home. En el zoroastrisme, aquesta bretxa va ser el resultat de la batalla primordial entre els déus que va deixar l'home encallat en un món aliè. En el judaisme, el cristianisme i l'islam, la fractura va ser el resultat del pecat de l'home i la consegüent caiguda. En qualsevol cas, els humans s'han alienat i ja no entenen la seva relació amb el seu creador ni el propòsit de la seva creació. Com que els àngels són capaços d'assumir forma humana, poden salvar l'abisme entre el cel i la terra i revelar el pla, la voluntat i la llei divina. En emfatitzar el paper revelador dels àngels, el judaisme va seguir el zoroastrisme. Vohu Manah "bona ment", un dels Amesha Spentas "sants immortals" del zoroastrisme, es va aparèixer a Zarathushtra i va revelar la veritable naturalesa de Déu i la seva aliança amb l'home.

## Judaisme
En la tradició hebraico-aramea, els únics àngels que hi apareixen esmentats pel nom són els qui seran els arcàngels del cristianisme. Tots ells porten noms teòfors, és a dir, noms que inclouen el substantiu אֵל (ʔēl) «Déu»: Rafael (רָפָאֵל‎, ), Miquel (מִיכָאֵל‎) i Gabriel (גַּבְרִיאֵל) (els tres únics noms esmentats a la Bíblia), Uriel (אוּרִיאֵל), Reuel (רְעוּאֵל), Baraquiel (בַּרַכִיאֵל o בַּרַכְאֵל), Xaeltiel o Saeltiel (שְׁאַלְתִּיאֵל), Ieracmiel (יְרַחְמִיאֵל o יְרַחְמְאֵל), Sammael (סַמָּאֵל), Baradiel (בָּרָדִיאֵל), Galgaliel (גַּלגַּלִיאֵל) i Ofaniel (אֹפָנִיאֵל), Iehudiel o Jehudiel (יְהוּדִיאֵל‎), Cocabiel (כּוֹכָבִיאֵל o כּוֹכָב־אֵל), Metariel, etc.
Aquest fet ha estat aprofitat per crear noms d'àngels artificiosos, afegint la terminació -[i]el “de Déu” a una arrel que pot ser real o imaginària: en el món real tenim, per exemple, el cas del pseudònim del periodista català Gaziel; en el món de la ficció, l'exemple clàssic fóra el nom de Gargamel, implacable empaitador dels barrufets.

## Cristianisme
Al catolicisme els àngels acompanyen Déu arreu. Llur existència és una veritat de fe. Alguns àngels van «refusar radicalment i irrevocablement el regne de Déu» es diuen diable o Satanàs. Van seguir Llúcifer. Llur decisió irrevocable fa que Déu no els pot perdonar. El fet que Déu permeti l'activitat nefasta del diable és un «gran misteri».
Se'ls sol representar com homes o dones amb ales. Tenen diferents missions, propòsits o tasques, d'una manera similar als treballs o ocupacions. Són ésser espirituals, immortals i que tenen personalitat, tota l'Església aprofita llur «ajuda misteriosa i potent». Els àngels no tenen sexe però a la Bíblia se'ls anomena en masculí i tots els noms que es citen són masculins. El catecisme catòlic atorga un àngel de la guarda per a cada persona del naixement fins a la mort, amb la missió de protegir-la i intercedir entre Déu i l'home.

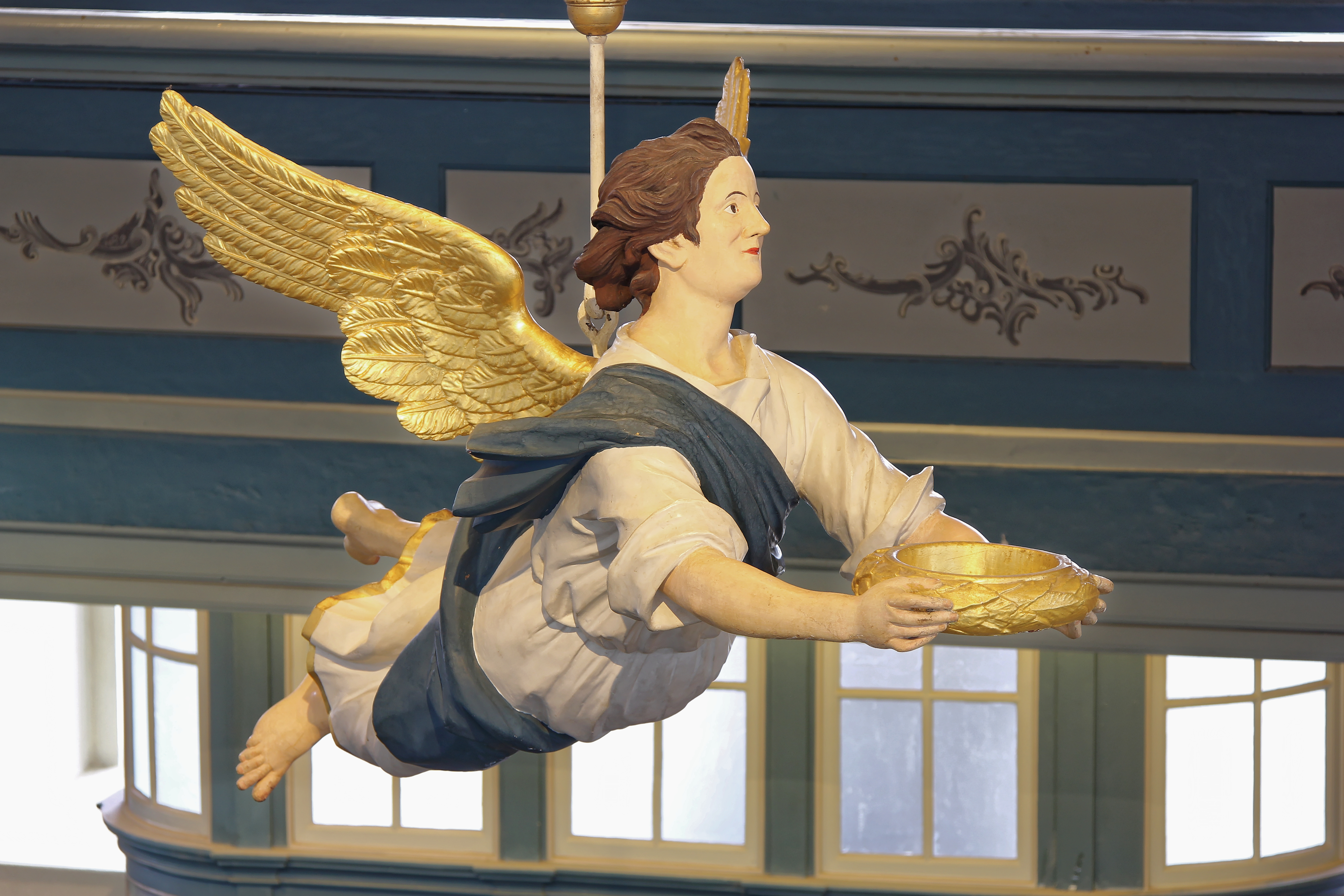
Àngel baptismal luterà a l'església Kirche am Markt

Al luteranisme els àngels són presents, però no com una veritat de fe, d'acord amb el principi solus Christus. Tot i això, tenen un valor simbòlic, com a servidors del Crist. S'acceptaven en la devoció privada i en la iconografia. Des del segle xix gairebé van desaparèixer de la teologia, tot i ser presents en la decoració de les esglésies. Molts temples tenen o tenien un àngel baptismal, una escultura mòbil que descendia del sostre per les cerimònies de bateig. No hi cap doctrina vinculant. Avui, es veuen els àngels com a expressió d'experiències religioses que transcendeixen la realitat coneguda pels humans.

## Jerarquia medieval
L'angelologia medieval va establir una jerarquització dels àngels que, partint de l'obra de Pseudo-Dionís l'Areopagita i passant per la de sant Isidor de Sevilla –que recull la terminologia de Pseudo-Dionís l'Areopagita– i el beat Hràban Maur arriba a la seva plasmació o formulació definitiva de la mà de sant Tomàs d'Aquino a la seva Summa teològica. La jerarquització consta de tres esferes o jerarquies, i cada jerarquia consta, al seu torn, de tres ordes o tipus d'àngel (ja que tres és la xifra de la Trinitat), classificats, a més a més, en ordre de major a menor rellevància: La divisió dels àngels en tres jerarquies i nou ordes serà comuna a tota l'Edat Mitjana. Com més intervenció als assumptes humans, més baix en la jerarquia. Aquest esquema es veu reflectit a la Divina Comèdia, entre altres obres de l'època.
L'esquema es presenta en ordre de menys a més important:
- Tercera jerarquia:
  - Àngels: són els missatgers entre el cel i la terra
  - Arcàngels: són els prínceps o caps dels àngels, es mencionen a diverses epístoles. Influeixen en els grans esdeveniments humans. Els més coneguts són Miquel, Gabriel i Rafael.[23]
  - Principats: s'encarreguen de nacions senceres i d'inspirar l'art
- Segona jerarquia:
  - Potestats o Puixances: s'encarreguen de les ideologies i de qüestions intel·lectuals, se'ls representa amb un ceptre a les mans
  - Virtuts: envien la gràcia.
  - Dominacions: manen sobre els altres àngels, no es manifesten directament als humans
- Primera jerarquia:
  - Trons: tenen l'aparença de rodes d'infinits colors, segons la visió d'Ezequiel
  - Querubins: són els encarregats dels astres. Tenen quatre rostres: bou, lleó, home i àguila, els animals que passarien a ser símbols dels evangelistes i dos parells d'ales
  - Serafins: tenen tres parells d'ales, són els àngels que envolten directament Déu i el lloen.